# Games Video Production
Games Video Production (Eigenschreibweise in Versalien, jap. 有限会社ゲームス, Yūgen-gaisha Gēmusu, auch G@MES) ist eine japanische Yūgen-gaisha (entspricht der GmbH), die homosexuelle Pornofilme produziert und vermarktet.

## Geschichte
Games geht aus dem im Jahr 1997 gegründeten Unternehmen Video Express (Eigenschreibweise: VIDEO EXPRESS) hervor, das später den Namen in Field Express (FIELD EXPRESS) änderte und sich auf junge Athleten spezialisierte. Im Jahr 2001 wurde separat eine neue Produktlinie unter dem Titel Games veröffentlicht. Bis 2006 veröffentlichte Field Express Videos, stellte danach aber die Produktion ein. Games blieb erhalten und zur Konzentration zentralisiert. Seither werden monatlich mindestens zwei Pornos auf den japanischen Markt gebracht. Bevorzugt wird das Format der DVD und einige Videos fanden bereits ihre Veröffentlichung im BD-Format. Das Unternehmen zählt zu den populärsten Anbietern japanischer homosexueller Pornografie.
Die Models sind meistens zwischen 18 und Anfang 30, etwas ältere Models existieren jedoch auch, vor allem, wenn diese bereits in jüngeren Jahren hohe Popularität genossen. In der Regel wirken die Darsteller unter dem Gay-for-pay-Prinzip und es ist keine Seltenheit, dass diese in aufwendigen Passivrollen von expliziter Darstellung sexueller Aktivitäten wirken. Das machohafte oder athletische Image der Models zieht einen hohen Beliebtheitsgrad von Männern sowohl von Frauen in Japan und Ostasien an. Außerdem bezieht sich das Unternehmen bei der Titelwahl und Gestaltung der Videohüllen sehr häufig auf die Veröffentlichungen von der japanischen Sängerin Namie Amuro. So findet beispielsweise der Titel von Namies Studioalbum Uncontrolled seine Anwendung als „Seiyoku Uncontrolled“ (性欲uncontrolled; „Libido unkontrolliert“) und auf dem Cover des Pornos ist ebenfalls eine Aufnahme von einer Sonnenfinsternis im Hintergrund, wobei der Schriftzug derselbe wie der vom Album-Cover ist.
Der populäre japanische Online-Publisher Hunk Channel (HUNK CHANNEL) wird auch von Games unterhalten. Ein besonders populärer Darsteller war Kō Masaki, der bis zu seinem Tod im Jahr 2013 exklusiv für das Unternehmen gearbeitet hatte. Ab 2014 gab es neue populäre Model, deren Identität jedoch geschützt sein soll.

## Produktlinie
Das Unternehmen verfügt über verschiedene Pornos, die in eigene Kategorien unterteilt werden, bei denen meistens ein bestimmtes Thema den Kern zur Unterteilung ausmacht.
| Rubrik                          | Kategorie |
| ------------------------------- | --- |
| Wild                            | - Taiiku-kai Yeaah! 体育会Yeaah! Sportfest Yeaah! |
| Wild                            | - Nonke Kui Nikki: Kon′nani Tabe Chaimashita! ノンケ喰い日記～こんなに食べちゃいました! Das Essenstagebuch eines Heten: Ich aß so viel!                                         |
| Wild                            | - Rīman Shirīzu (Junjō, Shikijō, Retsujō, Hatsujō Nado) リーマンシリーズ(純情、色情、劣情、発情など) Lehman-Serie (reines Herz, sexuelle Leidenschaft, Unterlegenheit, Brünste) |
| Wild                            | - Otoko Goku 男獄 Männergefängnis |
| Wild                            | - Hunk Works (HUNK WORKS) |
| Wild                            | - Deisui Waisetsu 泥酔わいせつ Betrunkene Unanständigkeit |
| Wild                            | - Sugo-kin Hito 凄筋人 Großartiger Muskelmann |
| Wild                            | - Goku Tachi 極タチ Sehr Tati |
| Wild                            | - Seifuku Uniform |
| Wild                            | - Kinniku-zoku 筋肉族 Muskelgruppe |
| Wild                            | - Bakuretsu Anaru 爆裂アナル Explosiver Anal |
| Wild                            | - Super Bravo! (SUPER BRAVO!) |
| Wild                            | - Final Fuck (FINAL FUCK) |
| Wild                            | - Kemono-ō 獣王 König |
| Wild                            | - Gōwan Matcho 剛腕マッチョ Starrer Macho |
| Wild                            | - Hyper Yeaah! |
| Wild                            | - O Ana-chū Dashi 雄穴中出し Gekreut gekrönt |
| Wild                            | - X: In’yoku no Kaigan X~淫欲の開眼~ X: Eröffnung der Lust |
| Ura G@mes 裏G@MES Ältere Spiele | - Nozoki: Nonke no Honki のぞき ~ノンケの本気~ Voyeurismus: Wirklicher Hete |
| Ura G@mes 裏G@MES Ältere Spiele | - Zoku Nozoki Nonke Geki Tōsatsu 続・のぞき ノンケ激盗撮 Fortsetzung: Aufnahmen von gewalttätig heterosexualem Voyeurismus                                                      |
| Ura G@mes 裏G@MES Ältere Spiele | - Zoku Nozoki Shin Nonke Geki Tōsatsu 続のぞき 新・ノンケ激盗撮 Fortsetzung: Neue Aufnahmen von gewalttätig heterosexualem Voyeurismus                                          |
| Ura G@mes 裏G@MES Ältere Spiele | - Geki Tōsatsu 激盗撮 Gewalttätige Aufnahmen |
| Virtual G                       | - Virtual Date (バーチャルデート) |
| Virtual G                       | - Virtual Host (virtual HOST) |
| Virtual G                       | - Virtual Cruising (バーチャルハッテンバ) |
| Eingestellte Marken             | - Style - Suit Style - Ran Games (乱GAMES; Zufällige Spiele) - Monster - Collection                                                                                             |